# Württemberg-Hohenzollern
Württemberg-Hohenzollern is een voormalige deelstaat van Duitsland, in 1945/1946 door de Franse bezetter in het leven geroepen. De hoofdstad was Tübingen en omvatte het zuidelijk deel van het voormalige land Württemberg en de vroeger tot Pruisen behorende Hohenzollerische Lande. In 1949 werd het gebied onderdeel van de Bondsrepubliek Duitsland.
In 1952 werd Württemberg-Hohenzollern samengevoegd met het eveneens door de Fransen opgezette Zuid-Baden en het door de Amerikanen gestichte Württemberg-Baden tot de deelstaat Baden-Württemberg.
Württemberg-Hohenzollern was als Südwürttemberg-Hohenzollern een Regierungsbezirk binnen Baden-Württemberg tot het in 1973 overging in het Regierungsbezirk Tübingen.

## Geschiedenis
Württemberg-Hohenzollern werd gevormd uit de zuidelijke helften van de vrije volksstaat Württemberg en de Pruisische provincie Hohenzollern. De noordelijke helft van Württemberg werd onderdeel van Württemberg-Baden onder Amerikaanse heerschappij. De grens tussen noord en zuid was de Autobahn van Karlsruhe naar München, de A8 die volledig in de Amerikaanse bezettingszone lag.
Op 18 mei 1947 werd er een nieuwe grondwet aangenomen en toen werd het eerste parlement van Württemberg-Hohenzollern gekozen. Met de formatie van de Bondsrepubliek Duitsland, met de steun van Württemberg-Hohenzollern, werd het op 23 mei 1949 onderdeel van de federale republiek.
Op 24 september 1950 werd er in Württemberg-Hohenzollern, Württemberg-Baden, en Baden een niet-bindende volksraadpleging gehouden over de samenvoeging van de drie staten. Op 16 december 1951 werd er een referendum over gehouden. De uitkomst was dat alle drie de staten voor de vorming van Baden-Württemberg stemden, hetgeen op 25 april 1952 gebeurde.

## Wapen
Het wapen was het wapen van de vrije volksstaat Württemberg tijdens de Weimarrepubliek.

## Lijst van  Ministers-presidenten
- Carlo Schmid (1945–1947) SPD
- Lorenz Bock  (1947–1948) CDU
- Gebhard Müller (1948–1952)  (CDU)